# Sulfamate d'ammonium
Le sulfamate d'ammonium  ou ammonium amidosulphate (2006/797/CE) (à ne pas confondre avec le sulfate d'ammonium dont les propriétés sont très différentes) est une molécule biocide (pesticide ; désherbant à large spectre), également utilisée en chimie organique.
C'est un « sel » résultant de l'attaque d'ammoniac par de l'acide sulfamique.

## Description
À température ambiante, il est incolore et inodore, et très soluble dans l’eau.
Le sulfamate d'ammonium a l'aspect de cristaux (cristaux solides mais déliquescents) ou d'une poudre quand il est sec et broyé.

## Synonymes
- pour les anglophones :

-  Ammonium sulfamate
-  Sulfamic acid monoammonium salt

## Utilisations
Ce produit a été utilisé ou l'est encore (dans d'autres pays que l'UE en tant que pesticide) comme :
- biocide phytocide : Il est (au moins provisoirement) interdit en Europe comme biocide [6],[7], mais c'est un puissant désherbant, agissant sur toutes les parties de la plante (par contact avec les feuilles, les racines ou par contact avec le bois via des incisions sur les troncs). Il était autrefois autorisé, notamment pour lutter contre des plantes réputées difficiles (invasives et relativement résistantes au glyphosate telles que la Renouée du Japon, ligneux,  ronciers, souches d'arbres et de ronces. 
Il a été notamment utilisé pour tuer des arbres indésirables (traitement par injection dans la sève via des encoches dans le bois (interdit depuis le 28/03/2007, le traitement basal étant lui interdit depuis le 03/02/2006), et en badigeonnage pour le dessouchage chimique en sylviculture (mais interdit aujourd'hui en Europe, voir liste des produits autorisés en France) pour la réouverture de milieux naturels embroussaillés, par exemple testé avec succès sur certains chantiers du British Trust for Conservation Volunteers (en) [8], English Heritage, National Trust[9] et en bordure de voies ferrées ou de voies navigables ;
- plastifiant ;
- en galvanoplastie ;
- réactif de laboratoire ;
- ignifugeant ou plus précisément retardateur de flamme[10] ;
- ingrédient pour la fabrication de molécules organiques ;
- « accélérateur » de compostage (pour les composts industriels comprenant des racines de végétaux ou racines de mauvaises herbes susceptibles de reprise rapide).

En tant qu'intrant chimique, il n'a jamais été autorisé en agriculture biologique et ne l'est plus pour les autres usages pesticides en Europe mais, il y a quelques années, le Henry Doubleday organisation,  groupe spécialisé dans le jardinage bio, a publié un article sur le sulfamate d’ammonium relatant divers succès dans la lutte contre des plantes invasives, proposant ce produit comme alternative quand les autres solutions n'ont pas suffi. 
Ce désherbant peut notamment efficacement tuer :
- la renouée du Japon (Fallopia japonica var japonica) ;
- la prêle (Equisetum) ;
- les rhododendrons localement invasifs (Rhododendron ponticum) ;
- ronciers ;
- les buissons ;
- le lierre ;
- la clématite ;
- le séneçon ;
- l'égopode podagraire (localement tenace) ;
- certains champignons (Armillaria) ;
- arbres, souches racines d'arbres dont on ne souhaite pas la reprise.

Il avait la réputation d'être plus efficace que le glyphosate, mais des tests ont montré que ce n'était pas toujours le cas (pour tuer des souches de noisetiers par exemple, il est moins efficace que le glyphosate, et pour le frêne moins efficace que le triclopyr et le glyphosate) .
Il a également été utilisé illégalement comme antimousse ou contre les algues et lichens sur murs de pierre, dallage, toitures, mais étant très soluble dans l'eau, il est alors susceptible de polluer l'environnement proche.

### Commercialisation
Aujourd'hui interdit comme biocide en Europe, il était commercialisé (principalement comme herbicide) sous les noms de : 
- amicide ;
- amidosulfate ;
- ammate ;
- amcide ;
- ammate X-NI ;
- AMS ;
- Fyran 206K ;
- Ikurin ;
- sulfamate ;
- AMS and Root-Out ;
- Attilex.

## Retrait d'autorisation
Ce produit n’étant pas réputé toxique pour l'environnement, il n’a pas fait l’objet de beaucoup d’études de toxicité. 

Faute d’études approfondies au moment du renouvellement d'autorisation, peu d’informations semblaient disponibles sur d’éventuels effets environnementaux directs ou indirects, immédiats ou différés sur la faune, flore et fonge sauvage et sur les écosystèmes. 
Dans l'Union européenne, l'agrément du sulfamate d'ammonium a été retiré, non pas en raison de sa toxicité, mais parce que son dossier d’agrément ne contenait pas, selon le rapporteur du dossier, assez de détails sur la toxicité de ce produit (avec ou sans additifs) pour l'animal (en particulier, absence d'expérimentation de toxicité sur le chien ; le titulaire n'ayant pas estimé ces essais justifiés).
En France, les sociétés détentrices se sont vu notifier les décisions de retrait d'autorisation de mise sur le marché et les délais d'écoulement autorisé des stocks et d'utilisation autorisée par les particuliers, forestiers, etc. 

Les spécialités concernées, détenues par les distributeurs après la date limite de commercialisation et par les utilisateurs après la date limite d'utilisation, sont alors des déchets aux yeux de la loi. Le détenteur de ces déchets est responsable de leur élimination et est tenu de procéder à leur élimination conformément à l'article L. 541-2 du code de l'environnement .

## Toxicologie
Comme de nombreux pesticides, c’est un produit dangereux pour l’homme à des doses relativement faibles (1 500 mg·m-3 1 est considéré comme la dose de Danger immédiat pour la vie et la santé (DIVS) au Canada ,:

## Risques, dangers, précautions d'usage
Comme pesticide :

Aux doses respectant la réglementation et utilisé conformément aux prescriptions des fabricants, il est réputé comme faiblement polluant sur l'environnement (en termes de rémanence et impact à moyen et long terme) en raison de sa dégradation en sous-produits ou résidus environnementalement peu dangereux.
Il est classiquement utilisé en pulvérisation foliaire à raison de 1 kg de produit dissous dans 5 litres d'eau (pour traiter plus de 10 mètres carrés). L'ajout de quelques gouttes de liquide vaisselle comme agent mouillant augmente son efficacité sur les plantes à feuilles cireuses.
Aux doses habituelles, il n'est pas réputé nécessaire d'éloigner les enfants et animaux des zones traitées. Une fois appliqué, ce produit est lentement (en 3 à 4 mois en climat tempéré) dégradé dans le sol en sulfate d'ammonium assimilable sans danger par les plantes. Il ne faut pas semer de plantes avant que ce processus de dégradation soit terminé.
Pour traiter des plantes réputées invasives et résistantes aux désherbants :
- Selon le département "recherche forestière» du gouvernement britannique, l'application d'une solution à 40 % sur les souches fraîchement coupées (ou en pulvérisation foliaire) suffit à tuer le Rhododendron ponticum ;
- le sulfamate d'ammonium est efficace contre la Renouée du Japon (résistante à d'autres désherbants totaux tels que le glyphosate). Il est autorisé en Europe, mais soumis à un contrôle légal dans certains pays (dont au Royaume-Uni).

Il est appliqué sur la base des « cannes » préalablement rabattues (coupées) à 30 cm du sol, avec une solution à 400 grammes par litre, injectée à la base des tiges. Une autre solution consiste à placer un amas de cristaux de sulfamate d'ammonium juste au-dessus de la base de tiges fraîchement coupées (avec plus de risque d'intoxiquer des animaux). 
L'armillaire est un champignon parasite peu apprécié des arboriculteurs. L'association anglaise Henry Doubleday (maintenant « Organic England ») de même que la Royal Horticultural Society (RHS) estiment que le sulfamate d'ammonium peut être utilisé « en dernier recours » pour tuer une souche porteuse de ce champignon et pour hâter sa désintégration (après avoir brûlé les copeaux et restes de bois ou après les avoir éliminés loin des arbres à cultiver, sans utiliser les copeaux comme mulch ou paillage).
Dans les locaux ou en présence de fortes teneurs :

En raison de sa toxicité, si la concentration dans l’air du milieu de travail dépasse la « VEMP » (10 mg·m-3 d'air), il est recommandé de protéger les voies respiratoires, les yeux et la peau par les moyens suivants par un appareil de protection respiratoire (à approvisionnement d'air ou autonome), dont le type est à adapter aux circonstances et à la dose de produit présent dans l’air ou supposé présent. En dessous de 50 mg·m-3, et pour une intervention ponctuelle, un appareil de protection respiratoire à particules suffit ; au-delà, des masques plus performants sont recommandés (de 250 mg·m-3 à 500 mg·m-3 ; un masque à pièce faciale étanche et ajustée, fonctionnant à débit continu avec filtre à haute efficacité contre les particules (HEPA) est recommandé (filtre N100 sans présence d'huile, P100 ou R100 en présence d'huile). De 500 à 1 500 mg·m-3, un appareil de protection respiratoire à approvisionnement d'air fonctionnant à surpression (pression positive) est recommandé, de même qu'une combinaison protégeant intégralement la peau et les yeux (en cas de risque d'éclaboussures), à adapter à l’appareil de protection respiratoire utilisé s’il n’en comprend pas.
Ce n’est pas un produit inflammable, mais en cas d’incendie d’un local contenant ce produit, on recommande au Canada le port d’un appareil respiratoire autonome muni d'un masque facial complet et des vêtements protecteurs appropriés. Refroidir avec de l'eau les contenants exposés .

## Réactivité et stabilité
Il est hygroscopique et instable en présence :
- d’humidité, il absorbe l'humidité de l'air [14] ;
- de forte chaleur (à 160 degrés Celsius, il se décompose en ammoniac et oxydes de soufre)[14] ;
- d'agents oxydants forts en solution aqueuse (il s'hydrolyse alors en sulfate d'ammonium[14]) ;
- en solution aqueuse ou au contact d'alcalis, il se décompose et libère de l'ammoniac[14].

Ce produit doit donc être conservé en récipients hermétiques dans un lieu frais, sec, ventilé, à l'abri des matières oxydantes et acides ou alcalis.  Ne pas manger ni boire lors de son utilisation.

## Toxicologie, écotoxicologie
Le produit pénètre les voies respiratoires et digestives. Il est source d'irritation de la peau, des yeux et des voies respiratoires. 
Sa DL50 (Dose létale 50) est : 	 
- 3 900 mg·kg-1 chez le rat (par voie orale) ;
- 5 760 mg·kg-1 chez la souris (Orale).

## Normes, seuils ou valeurs d'exposition admissibles (pour l’air)
Valeur d'exposition moyenne pondérée (VEMP) : 10 mg·m-3 d’air	

## Étiquetage
Quand il était autorisé ou pour ses usages autorisés, pour toute concentration égale ou supérieure à 1,0 % dans un produit, la dénomination chimique et le taux de cet ingrédient devaient être écrits sur la fiche signalétique du produit.